# ليتلفيلد
ليتلفيلد (بالإنجليزية: Littlefield)‏ هي مدينة أمريكية تقع في ولاية تكساس.تبلغ مساحة هذه المدينة 16.4 (كم²)،ويبلغ عدد سكانها 6372 نسمة حسب إحصاء سنة 2010 م.

## التركيبة السكانية
حدّد مكتب تعداد الولايات المتحدة بيانات التركيبة السكانية لليتلفيلد في تعداد الولايات المتحدة. في ما يلي، التركيبة السكانية حسب تعدادي 2000 و2010.

### تعداد عام 2000
بلغ عدد سكان ليتلفيلد 6,507 نسمة بحسب تعداد عام 2000، وبلغ عدد الأسر 2,390 أسرة وعدد العائلات 1,699 عائلة مقيمة في المدينة. في حين سجلت الكثافة السكانية 399.9 نسمة لكل كيلومتر مربع (1,035.7/ميل2). وبلغ عدد الوحدات السكنية 2,784 وحدة بمتوسط كثافة قدره 171.1 لكل كيلومتر مربع (443.1/ميل2).
وتوزع التركيب العرقي للمدينة بنسبة 77.10% من البيض و5.38% من الأمريكيين الأفارقة و0.69% من الأمريكيين الأصليين و0.17% من الأمريكيين ذوي الأصول الآسيوية و0.05% من سكان جزر المحيط الهادئ و14.62% من الأعراق الأخرى و2% من عرقين مختلطين أو أكثر و45.83% من الهسبانيون أو اللاتينيون من أي عرق.
بلغ عدد الأسر 2,390 أسرة كانت نسبة 39.2% منها لديها أطفال تحت سن الثامنة عشر تعيش معهم، وبلغت نسبة الأزواج القاطنين مع بعضهم البعض 54% من أصل المجموع الكلي للأسر، ونسبة 11.7% من الأسر كان لديها معيلات من الإناث دون وجود شريك، بينما كانت نسبة 5.4% من الأسر لديها معيلون من الذكور دون وجود شريكة وكانت نسبة 28.9% من غير العائلات. تألفت نسبة 27% من أصل جميع الأسر من عدة أفراد يعيشون في نفس المنزل ونسبة 14.2% كانت تتألف من شخص يعيش بمفرده يبلغ من العمر 65 عاماً أو أكثر. وبلغ متوسط حجم الأسرة المعيشية 2.64، أما متوسط حجم العائلات فبلغ 3.22.
بلغ العمر الوسطي للسكان 35.8 عاماً. وكانت نسبة 29.3% من القاطنين تحت سن الثامنة عشر، وكانت نسبة 8.6% بين الثامنة عشر والرابعة والعشرين عاماً، ونسبة 23.7% كانت واقعةً في الفئة العمرية ما بين الخامسة والعشرين والرابعة والأربعين عاماً، ونسبة 19.7% كانت ما بين الخامسة والأربعين والرابعة والستين، ونسبة 15.8% كانت ضمن فئة الخامسة والستين عاماً فما فوق. يوجد لكل 100 أنثى 93.6 ذكر، ويوجد لكل 100 أنثى في الثامنة عشر من عمرها فما فوق 88.7 ذكر.
بلغ متوسط دخل الأسرة في المدينة 26,271 دولارًا، أما متوسط دخل العائلة فبلغ 29,842 دولارًا. وكان متوسط دخل الذكور 25,978 دولارًا مقابل 20,160 دولارًا للإناث. وسجل دخل الفرد الخاص بالمدينة 15,018 دولارًا. وكانت نسبة 18.8% من العائلات ونسبة 20.8% من السكان تحت خط الفقر، وكان من هؤلاء نسبة 27.5% تحت سن الثامنة عشر ونسبة 15.6% في الخامسة والستين من العمر وما فوق.

### تعداد عام 2010
بلغ عدد سكان ليتلفيلد 6,372 نسمة بحسب تعداد عام 2010، وبلغ عدد الأسر 2,318 أسرة وعدد العائلات 1,632 عائلة مقيمة في المدينة. في حين سجلت الكثافة السكانية 391.6 نسمة لكل كيلومتر مربع (1,014.2/ميل2). وبلغ عدد الوحدات السكنية 2,752 وحدة بمتوسط كثافة قدره 169.1 لكل كيلومتر مربع (438.0/ميل2).
وتوزع التركيب العرقي للمدينة بنسبة 74.09% من البيض و6.23% من الأمريكيين الأفارقة و0.64% من الأمريكيين الأصليين و0.16% من الأمريكيين ذوي الأصول الآسيوية و0.05% من سكان جزر المحيط الهادئ و16.29% من الأعراق الأخرى و2.54% من عرقين مختلطين أو أكثر و54.66% من الهسبانيون أو اللاتينيون من أي عرق.
بلغ عدد الأسر 2,318 أسرة كانت نسبة 38.5% منها لديها أطفال تحت سن الثامنة عشر تعيش معهم، وبلغت نسبة الأزواج القاطنين مع بعضهم البعض 49.2% من أصل المجموع الكلي للأسر، ونسبة 14.8% من الأسر كان لديها معيلات من الإناث دون وجود شريك، بينما كانت نسبة 6.5% من الأسر لديها معيلون من الذكور دون وجود شريكة وكانت نسبة 29.6% من غير العائلات. تألفت نسبة 25.6% من أصل جميع الأسر من عدة أفراد يعيشون في نفس المنزل ونسبة 11.9% كانت تتألف من شخص يعيش بمفرده يبلغ من العمر 65 عاماً أو أكثر. وبلغ متوسط حجم الأسرة المعيشية 2.71، أما متوسط حجم العائلات فبلغ 3.26.
بلغ العمر الوسطي للسكان 34.1 عاماً. وكانت نسبة 29.5% من القاطنين تحت سن الثامنة عشر، وكانت نسبة 8.9% بين الثامنة عشر والرابعة والعشرين عاماً، ونسبة 23.6% كانت واقعةً في الفئة العمرية ما بين الخامسة والعشرين والرابعة والأربعين عاماً، ونسبة 23.8% كانت ما بين الخامسة والأربعين والرابعة والستين، ونسبة 14.3% كانت ضمن فئة الخامسة والستين عاماً فما فوق. وتوزع التركيب الجنسي للسكان بنسبة 49.7% ذكور و50.3% إناث.

## أعلام
- توم جونز
- إريك موريس
- ايلون جينينغز
- ويلفورد مور
- ديرك ويست